# メイン大学

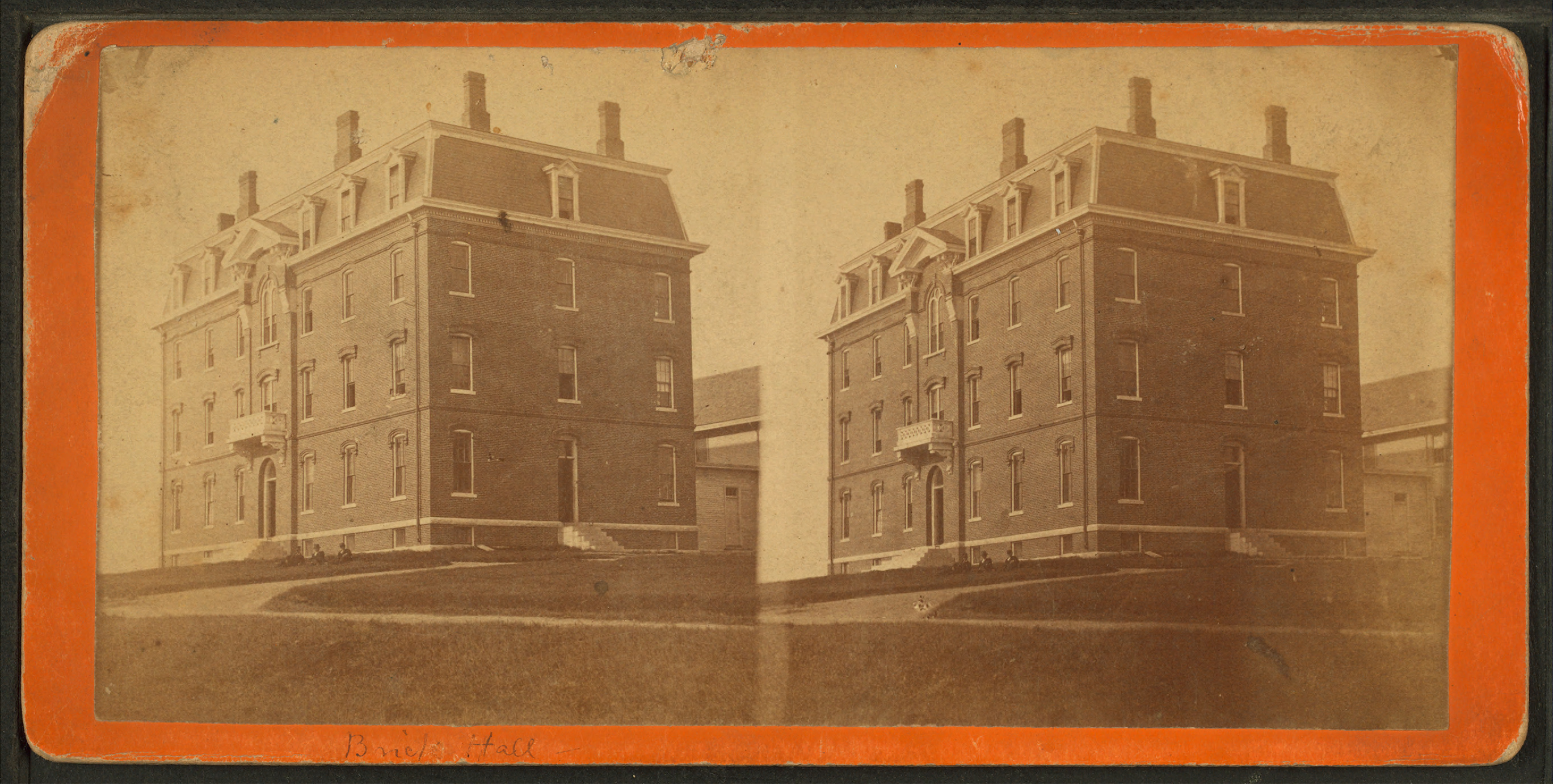
Brick Hall (1871), later renamed Oak Hall, burned in 1936

メイン大学（英: University of Maine）は、1865年に設立された米国メイン州オロノにある州立大学である。

## キャンパス
キャンパスはスティルウォーター川とペノブスコット川に囲まれた土地にあり、211の建物、1690エーカー（6 839 187.35 m2）である。周りを森林に囲まれ、大学のシンボルのブラックベアの像がある。キャンパス内には、研究棟のほかに、アイスホッケー場、アメリカンフットボール競技場、野球場、レクリエーションセンターなどがある。キャンパス内には、自転車専用のバイクロードがあり、冬場には、クロスカントリースキーのコースとなる。

## 特色
メイン州という土地柄、化学や環境、野生生物学などの研究が盛んである。特に地元の紙パルプ産業界とは緊密に連携し、協力している。
また、メイン大学はメイン州を代表する総合大学であり、専攻の種類は100近くある。メイン大学のあるオロノは、ボストンまで車で4時間以上という立地上、メイン大学は地域の文化・スポーツ娯楽を提供する役割も担っている。コリンズセンターでは、国内外のアーティストを呼び、音楽、演劇、オペラ、ミュージカルを上演している。スポーツでは、大学のアイスホッケーチームの人気が高く、メイン大学で試合のある日は、学生のみならず、近隣の住民のファンたちでスタジアムが埋まり、試合前後の時間帯は、大学周辺の道路が大渋滞するほどである。

## 教育
メイン大学および大学院には、博士課程に35分野、修士課程に85分野、学部には90の専攻分野がある。。

## 日本との関係
弘前大学との間で交換留学生制度があり、毎年数名の日本人学生が留学している。
「盃を持て、さぁ卓をたたけ」という歌詞で始まる「乾杯の歌」は、日本ではドイツ民謡として知られているが、世界的には「Maine Stein Song」というメイン大学の校歌として知られている。

## 著名な関係者

### 著名な教員
- ジェフリー・ホール - 遺伝学者
- アイリーン・ファーレル - ソプラノ歌手。音楽学を指導した。

### 著名な同窓生
- エルマー・ドリュー・メリル - 植物学者
- ジョージ・パーキンス・メリル - 地質学者
- オリンピア・スノー - 政治家
- キャロル・チャップリン - 弁護士、政治家
- スティーヴン・キング - 小説家。モダン・ホラーで知られる。
- ルディ・ヴァリー - 歌手、俳優、音楽家
- ブライアン・バターフィールド - MLBプロ野球指導者、元マイナーリーグ選手。
- ジム・ボイレン - NBAプロバスケットボール指導者
- スティーブ・クリフォード - NBAプロバスケットボール指導者
- リック・カーライル - NBAプロバスケットボール指導者、元プロ選手。
- スティーヴ・カリヤ - 元NHLプロアイスホッケー選手
- ポール・カリヤ - 元NHLプロアイスホッケー選手
- マーティン・カリヤ - 元AHLプロアイスホッケー選手
- ノリコ・カリヤ - 女子プロボクサー
- グレゴリー・チャイティン - アルゼンチン出身の数学者、名誉博士号が贈られた。
- アン・キャロル・ムーア - 図書館員・児童文学評論家。名誉文学博士号が贈られた。